# بثشبع في حمامها

بثشبع في حمامها هي لوحة زيتية للفنان الهولندي رامبرانت رسمها في 1654.اللوحة حالياً موجودة في متحف اللوفر.